# Catocala optima
Catocala optima är en fjärilsart som beskrevs av Otto Staudinger 1888. Catocala optima ingår i släktet Catocala och familjen nattflyn. Inga underarter finns listade i Catalogue of Life.